# Der goldene Löffel
Der goldene Löffel (koreanischer Originaltitel: 금수저; RR: Geum-su-jeo) ist eine südkoreanische Dramaserie, basierend auf dem Webtoon Geumsujeo von Seong Hyeon-dong (HD3), der zwischen 2016 und 2018 durch Naver veröffentlicht wurde. In Südkorea fand die Premiere der Serie am 23. September 2022 auf MBC statt. Im deutschsprachigen Raum erfolgte die Erstveröffentlichung der Serie am 12. Juli 2023 durch Disney+ via Star als Original.

## Handlung
Lee Seung-cheon stammt aus einem ärmlichen Elternhaus und geht auf die Jaeil High School in Seoul, die ansonsten nur von Schülern aus gutsituierten Haushalten besucht wird. Er ist mit Hwang Tae-yong befreundet, dessen Vater, Hwang Hyeon-do, nicht nur der Präsident der Doshin Group ist, sondern auch einer der reichsten Männer Südkoreas. Lee Seung-cheon ist seiner Lebensumstände und der ständigen Ausgrenzung überdrüssig und wünscht sich nichts sehnlicher, als ebenfalls ein Leben in gehobenen Verhältnissen zu führen. Eines Tages trifft er auf eine geheimnisvolle ältere Dame, die ihm bei seinem Wunsch behilflich ist. Er kauft ihr einen magischen goldenen Löffel ab, mit dessen Hilfe er seine Eltern gegen die von Hwang Tae-yong tauschen kann. Lee Seung-cheon führt das Ritual durch, und er wird zu Hwang Hyeon-do und dieser zu ihm. Er glaubt endlich seinen Traum zu leben, aber der Tausch fordert seinen Preis, und nach und nach offenbart ihm die Zeit, dass die Zukunft, die er sich erhofft hatte, gar nicht so rosig ist, wie er sie sich vorgestellt hatte. Als dann noch ein Ereignis eintritt, das ihn völlig aus der Bahn wirft, ist er fest entschlossen, seine Taten zu korrigieren. Doch wird es ihm gelingen oder ist sein Schicksal bereits besiegelt?

## Besetzung
| Rolle           | Schauspieler   |
| --------------- | -------------- |
| Lee Seung-cheon | Yook Sung-jae  |
| Hwang Tae-yong  | Lee Jong-won   |
| Na Joo-hee      | Jung Chae-yeon |
| Oh Yeo-jin      | Yeonwoo        |

## Episodenliste
| Nr. | Deutscher Titel | Originaltitel | Erstausstrahlung (Südkorea) | Deutschsprachige Erstveröffentlichung (D/A/CH) |
| --- | --------------- | ------------- | --------------------------- | ---------------------------------------------- |
| 1   | Folge 1         | 1회           | 23. Sep. 2022               | 12. Juli 2023                                  |
| 2   | Folge 2         | 2회           | 24. Sep. 2022               | 12. Juli 2023                                  |
| 3   | Folge 3         | 3회           | 30. Sep. 2022               | 12. Juli 2023                                  |
| 4   | Folge 4         | 4회           | 1. Okt. 2022                | 12. Juli 2023                                  |
| 5   | Folge 5         | 5회           | 7. Okt. 2022                | 12. Juli 2023                                  |
| 6   | Folge 6         | 6회           | 8. Okt. 2022                | 12. Juli 2023                                  |
| 7   | Folge 7         | 7회           | 14. Okt. 2022               | 12. Juli 2023                                  |
| 8   | Folge 8         | 8회           | 15. Okt. 2022               | 12. Juli 2023                                  |
| 9   | Folge 9         | 9회           | 21. Okt. 2022               | 12. Juli 2023                                  |
| 10  | Folge 10        | 10회          | 22. Okt. 2022               | 12. Juli 2023                                  |
| 11  | Folge 11        | 11회          | 28. Okt. 2022               | 12. Juli 2023                                  |
| 12  | Folge 12        | 12회          | 29. Okt. 2022               | 12. Juli 2023                                  |
| 13  | Folge 13        | 13회          | 4. Nov. 2022                | 12. Juli 2023                                  |
| 14  | Folge 14        | 14회          | 5. Nov. 2022                | 12. Juli 2023                                  |
| 15  | Folge 15        | 15회          | 11. Nov. 2022               | 12. Juli 2023                                  |
| 16  | Folge 16        | 16회          | 12. Nov. 2022               | 12. Juli 2023                                  |